# Крестоносцы (фильм)
«Крестоносцы» (пол. Krzyżacy) — экранизация одноимённого романа Генрика Сенкевича. Консультантом фильма был польский историк-медиевист С. М. Кучиньский.

## Сюжет
Действие фильма разворачивается накануне и во время великой Грюнвальдской битвы 1410 года. Тевтонский орден распространяет своё влияние на все окрестности: грабежи, насилие, принуждение к рабству.
Шляхтич Юранд противодействует грабежам крестоносцев ордена.
Король Ягелло и князь Мазовецкий стремятся предотвратить конфликт с помощью переговоров. Крестоносцы похищают дочь шляхтича Юранда, который оказывает им сопротивление, и «соглашаются» вернуть её при условии, что сам Юранд приедет за ней в Щитно. Юранда унижают и ослепляют, так и не отдав ему дочь.
Фильм заканчивается событиями Грюнвальдской битвы и смертью обезумевшей дочери Юранда, замученной в плену. В битве также принимают участие «дикие лесные» люди в звериных шкурах — литовское племя «жмудь».

## Актёры
| Актёр                | Роль                                       |
| -------------------- | ------------------------------------------ |
| Анджей Шалявский     | Юранд из Спыхова                           |
| Гражина Станишевская | Анна Данута Юрандовна                      |
| Мечислав Каленик     | Збышко из Богданьца                        |
| Александр Фогель     | Мацко из Богданьца                         |
| Леон Немчик          | Фулько де Лорш                             |
| Уршуля Моджиньска    | Ягенка                                     |
| Хенрик Боровский     | Зигфрид де Лёве                            |
| Мечислав Войт        | Куно фон Лихтенштейн                       |
| Влодзимеж Скочиляс   | Сандерус                                   |
| Тадеуш Бялощиньский  | князь Януш Мазовецкий                      |
| Станислав Ясюкевич   | Ульрих фон Юнгинген                        |
| Эмиль Каревич        | король польский Ягайло Ольгердович         |
| Юзеф Костецкий       | великий князь литовский Витовт Кейстутович |
| Люцина Винницкая     | княгиня мазовецкая Данута                  |
| Цезарий Юльский      | Завиша Чёрный                              |
| Януш Зеевский        | Зындрам из Машковиц                        |
| Мечислав Стоор       | Глава                                      |
| Ежи Пихельский       | Повала из Тачева                           |
| Тадеуш Шмидт         | Ян Жижка                                   |

## Историческая достоверность
- Фильм заканчивается попыткой художественной реконструкции событий Грюнвальдской битвы, достойно осуществлённой, исходя из уровня развития военной истории и исторического оружиеведения середины XX века, в рамках ограниченного бюджета картины.
- C долей художественного вымысла показаны «дикие лесные» люди в звериных шкурах — «жмудь», то есть жемайты.